# 슬기
슬기(본명: 강슬기, 본명 한자: 康-, 1994년 2월 10일~)는 대한민국의 가수이다. 걸그룹 레드벨벳의 멤버이며, 2022년부터 프로젝트 그룹 GOT The Beat의 멤버로도 활동하고 있다.

## 학력
- 안산호원초등학교 (2007년 졸업)
- 별망중학교 (2010년 졸업)
- 서울공연예술고등학교 실용무용과 (2013년 졸업)

## EP
- Accidentally On Purpose (2025년)
- 28 Reasons (2022년)

### 싱글
- 2016년 KBS2 드라마 《함부로 애틋하게》OST Part 7 - "밀지마" (with 웬디)
- 2017년 Darling U (예성과 함께)
- 2017년 KBS2 드라마 《화랑》OST Part 4 - "너만 보여" (with 웬디)
- 2017년 피버뮤직 2017 - 그대는 그렇게
- 2017년 인형 (웬디, 강타와 함께)

## 음반 외 활동

### 방송
- 2022 tvN 《놀라운 토요일》- 게스트
- 2021 SBS 《꼬리에 꼬리를 무는 그날 이야기》-게스트
- 2018년 JTBC 《요즘 애들》
- 2018년 SBS 《정글의 법칙》
- 2017년 《눈덩이 프로젝트》 <SM&MYSTIC>
- 2017년 《레벨업 프로젝트》 <SM C&C>
- 2017년 KBS 《아이돌 드라마 공작단》
- 2016년 코미디TV 《운빨레이스》
- 2016년 JTBC 《비정상회담》
- 2016년 MBC 《미스터리 음악쇼 복면가왕》 - 주말의 명화 시네마 천국
- 2016년 JTBC 《잘 먹는 소녀들》
- 2016년 tvN 《수요미식회》
- 2015년 JTBC 《학교 다녀오겠습니다》

### 웹예능
- 2022년 유튜브 《선미의 SHOW 터뷰》

### 뮤직 비디오
- 2014년 헨리 - Fantastic

### 뮤지컬
- 2015년 뮤지컬 《School Oz》 도로시 역

### 기타 활동
- 2014년 EXO 단독 콘서트 《EXO FROM. EXOPLANET #1 - THE LOST PLANET -》('My Lady' VCR 출연)

### 광고
| 연도      | 기업명                                  | 광고명                   |
| --------- | --------------------------------------- | ------------------------ |
| 2018-2021 | 컨버스 코리아                           | 브랜드 모델              |
| 2020      | 코카콜라 코리아                         | 코카콜라                 |
| 2020      | 록시땅 코리아                           | OmY 시어 리미티드 컬렉션 |
| 2021      | 폭스바겐 코리아                         | New T-Roc                |
| 2021-2022 | 살바토레 페라가모 (Salvatore Ferragamo) | 글로벌 브랜드 앰버서더   |
| 2021-2022 | 이스트쿤스트                            | 브랜드 모델              |
| 2021~     | AMUSE (어뮤즈)                          | 브랜드 모델              |
| 2023      | Adobe 코리아                            | 포토샵                   |

## 팬미팅

### 2023 HAPPY SEULGI-DAY
| 개최일          | 도시 | 국가     | 개최지     |
| --------------- | ---- | -------- | ---------- |
| 2023년 2월 18일 | 서울 | 대한민국 | 로운아트홀 |

### 2024 B-day PARTY – SEULGI [슬기로운 HAPPY DAY]
| 개최일         | 도시 | 국가     | 개최지         |
| -------------- | ---- | -------- | -------------- |
| 2024년 2월 7일 | 서울 | 대한민국 | 명화 라이브 홀 |

## 같이 보기
- 레드벨벳
- 김완선
- 댄스가수유랑단
- 갓더비트